# جان فروجت
جان فروجت (انگلیسی: John Froggatt; ۱۳ دسامبر ۱۹۴۵ – ) بازیکن فوتبال اهل بریتانیا بود.
از باشگاه‌هایی که در آن بازی کرده‌است می‌توان به باشگاه فوتبال کولچستر یونایتد، باشگاه فوتبال باکستون، باشگاه فوتبال نورث‌همپتون تاون، باشگاه فوتبال بوستون یونایتد، باشگاه فوتبال پورت ویل، باشگاه فوتبال نوتس کانتی، و باشگاه فوتبال ایلکستون اشاره کرد.